# American Chamber of Commerce in Germany

Logo

The American Chamber of Commerce in Germany e. V. (AmCham Germany) ist eine private, unabhängige Organisation mit Büros in Frankfurt am Main und Berlin.
AmCham Germany ist eine der größten bilateralen Wirtschaftsvereinigungen in Europa, vertritt die größte Gruppe ausländischer Investoren in Deutschland und fördert die globalen Handelsbeziehungen, die auf dem starken Fundament der amerikanisch-deutschen Partnerschaft stehen. Die Interessenvertretung ihrer Mitglieder betreibt AmCham Germany in ihren 6 Policy Committees sowie 2 Expert Groups und ist im ständigen Kontakt mit Entscheidungsträgern aus Politik und Wirtschaft in Berlin, Brüssel und Washington, DC. Neben der politischen Interessensvertretung bietet AmCham Germany Business Services sowie zahlreiche Veranstaltungen unterschiedlicher Formate zur Vernetzung und inhaltlichen Debatten ihrer Mitglieder an. Darüber hinaus informiert AmCham Germany über transatlantische, wirtschaftliche und politische Themen in Newslettern, auf ihrer Website, im Podcast und auf Social Media. Die Aktivitäten sind bundesweit durch 10 Regionalgruppen in der Fläche verankert.
AmCham Germany ermöglicht interkulturelles Verständnis, Zusammenarbeit und neue Investitionen durch die Grundsätze eines transparenten Dialogs, freien Handels und eines wettbewerbsfähigen und offenen Wirtschaftsklimas.

## Geschichte
AmCham Germany wurde am 29. Januar 1903 von amerikanischen Geschäftsleuten in Berlin gegründet. Anfangs zählte die Kammer 100 Mitglieder, davon 60 % amerikanischer Herkunft und 40 % deutscher Herkunft. AmCham Germany gilt als der älteste bilaterale Handelsverband Deutschlands und die zweitälteste AmCham der Welt.

## Vorstand
Im Juni 2021 wurde Simone Menne zur Präsidentin der American Chamber of Commerce in Germany gewählt. Executive Vice Präsident ist Gordon Riske.
Das Amt des Präsidenten von AmCham Germany bekleideten zuvor von 2018 bis 2021 Frank Sportolari (damals Deutschland-Chef von UPS), von 2013 bis 2018 Bernhard Mattes (Verband Deutsche Automobilindustrie und Ford) und von 1991 bis 2013 Fred B. Irwin (‚Vice Chairman for Germany‘ der Citigroup Global Markets Deutschland).

## Wirtschaftspolitische Ausschüsse
In den politischen Ausschüssen der Kammer werden Positionspapiere zu Themen wie Steuern, Digitalisierung, Energie, Umwelt, Gesundheit, Finanzdienstleistungen und Unternehmensrecht erstellt und den entsprechenden Regierungsstellen vorgelegt. Die Mitarbeit, die im Vorstand und in den Ausschüssen erfolgt, ist freiwillig.
Policy Committees
- Trade Committee
- Tax Committee
- Energy & Climate Committee
- Healthcare & Life Sciences Committee
- Aerospace & Defense Committee
- Digital Policy Committee

## NextGen Initiative
AmCham Germany hat 2017 die NextGen Initiative gestartet und verbindet mit der Initiative junge Berufstätige mit einem starken Interesse an der Förderung der transatlantischen Partnerschaft.
Erklärtes Ziel der NextGen-Initiative ist es, begeisterte Nachwuchskräfte der Mitgliedsunternehmen von AmCham Germany zusammenzubringen, die nicht nur ihre eigenen Fähigkeiten erweitern, sondern auch AmCham Germany dabei unterstützen, ein attraktives Forum für Nachwuchsführungskräfte zu werden. Durch die Teilnahme an der NextGen-Initiative profitieren die Mitgliedsunternehmen von transatlantischen Mitarbeitern und einem erweiterten, branchenübergreifenden beruflichen Netzwerk.
Das Herzstück der NextGen-Initiative ist eine 5-tägige Konferenz, die das gemeinsame Jahr der Gruppe einläutet.

## Female Founders Award
AmCham Germany vergibt den "Female Founders Award" seit 2019, um (Mit-)Gründerinnen in ihrer Sichtbarkeit und Vernetzung zu fördern, zu stärken und gleichzeitig andere Frauen in ganz Deutschland zu inspirieren und zu motivieren, Unternehmerinnen zu werden. AmCham Germany ermutigt zur Bewerbung insbesondere weibliche Talente aus den Bereichen Technik, Elektronik, Ingenieurwesen oder anderen von Frauen normalerweise unterrepräsentierten Branchen. Der Award bündelt die Werte des amerikanischen Unternehmergeistes und des deutschen Unternehmertums sowie die Aktivitäten von AmCham Germany im Kontext von Entrepreneurship und Diversity/Women in Leadership.

## Publikationen
AmCham Germany veröffentlicht regelmäßig zwei Newsletter, jeweils einmal im Monat, die über eine große Bandbreite von Themen informieren und an unterschiedliche Zielgruppen versandt werden. Der Newsletter Chamber News erscheint alle acht Wochen und richtet sich exklusiv an die Verbandsmitglieder. Der Newsletter beinhaltet Informationen und Business Services für Firmenmitglieder, aktuelle Briefings zur US-Politik und Entwicklungen in der deutschen Politik, Ankündigungen zu anstehenden Events, Veranstaltungsberichte, Personalwechsel und porträtiert einzelne Mitgliedsunternehmen im Interview.
Der öffentliche Newsletter The Navigator erscheint alle acht Wochen und beinhaltet Interviews mit Politikern oder Wirtschaftsexperten zu aktuellen wirtschaftspolitischen Themen, Positionspapiere und Briefings zu den transatlantischen Beziehungen, Gastbeiträge, Kommentare, Podcasts und Videos.
AmCham Germanys Podcast The Clue ist der Podcast für Professionals in den transatlantischen Beziehungen und wird monatlich von AmCham Germany produziert. Regelmäßig werden politische Entscheider, Wirtschaftsexperten, Wissenschaftler und Journalist zu Gesprächen über aktuelle transatlantische Themen eingeladen.
Im Annual Report werden Signature Events, Treffen mit Protagonisten aus Politik und Wirtschaft sowie Business Luncheons präsentiert und ein Überblick über das Netzwerk der AmCham Germany gegeben.

## Studien und Umfragen
In Kooperation mit Mitgliedsunternehmen veröffentlicht AmCham Germany verschiedene Studien und Umfragen. Dazu gehört das AmCham Germany Transatlantic Business Barometer, eine Studie, die jährlich in Zusammenarbeit mit Roland Berger Strategy Consultants erstellt wird, und die Un-/Zufriedenheit von US-Unternehmen am Standort Deutschland und von deutschen Unternehmen in den USA dokumentiert. Darüber hinaus veröffentlicht AmCham Germany zusammen mit der Unternehmensberatung Accenture das jährlich erscheinende TOP 50-Ranking der umsatzstärksten US-Unternehmen in Deutschland. Darüber hinaus führt AmCham Germany regelmäßig anlassbezogene Blitzumfragen unter ihrer Mitgliedschaft durch.